# Poarta Albă (gmina)
Poarta Albă – gmina w Rumunii, w okręgu Konstanca. Obejmuje miejscowości Nazarcea i Poarta Albă. W 2011 roku liczyła 5208 mieszkańców.